# Eystein II
Eystein II, norw. Øystein II Haraldsson (zm. 21 sierpnia 1157)  – król Norwegii z dynastii Yngling w latach 1142–1157, współpanujący razem z przyrodnimi braćmi Inge I Garbatym i Sigurdem II Gębą.
Data jego urodzenia nie jest znana. Był nieślubnym synem króla Norwegii Haralda IV Gille (zm. 1136), kroniki i sagi z tamtych czasów nie przekazały imienia jego matki. Zanim przybył do Norwegii przebywał w Szkocji (jego ojciec zaś dzieciństwo i młodość spędził w Irlandii).
W roku 1142 przybył do Norwegii, gdzie rządziło jego dwóch przyrodnich braci, Inge I Garbaty i Sigurd II Gęba. Przybywszy zażądał od braci udziału we władzy i wydzielenia własnej dzielnicy. Za zgodą braci Eystein II został obwołany królem i otrzymał we władanie dzielnicę Trondelag. Działał razem z braćmi przy założeniu pierwszego norweskiego arcybiskupstwa w Nidaros (ówczesna nazwa dzisiejszego Trondheim), dzięki czemu norweski kościół uniezależnił się od duńskiej archidiecezji w Lund. Eystein II objął przywództwo nad tymi spośród możnych i rycerstwa, którym nie podobała się ingerencja Kościoła we władzę królewską (tzw. partia Birkebeiner), w przeciwieństwie do najstarszego z braci, Inge I Garbatego, który stanął na czele partii prokościelnej (tzw. partia Baglar).
W roku 1155 Inge I Garbaty doprowadził do śmierci Sigurda II i stało się jasne, że pomiędzy pozostałymi braćmi musi dojść do konfrontacji. Miało to miejsce dwa lata później, kiedy to Eystein II ufny w swoją siłę postanowił zaatakować starszego brata. W pierwszym spotkaniu flota Eysteina rozproszyła się na widok floty przeciwników, a podczas kolejnego starcia na morzu Inge pokonał flotę Eysteina II, potem pojmał go uciekającego na statku i kazał zamordować. Miało to miejsce 21 sierpnia 1157 roku.
Żoną Eysteina II była Ragna Nikolasdatter, córka Nikolasa. Para nie miała dzieci. Synem Eysteina II i nieznanej z imienia nałożnicy był Eystein III Meyla, który w 1174 roku pojawił się w Norwegii, obwołał się królem i licząc na poparcie partii Birkebeiner podjął walkę z królem Magnusem V, ale już w 1177 został pokonany i zabity.